# Werner Rinaß
Werner Rinaß, auch Rinas (* 13. Januar 1939 in Walsum; † 21. November 2024 in Bottrop), war ein deutscher Fußballspieler. Er absolvierte in den Jahren 1963 und 1966 insgesamt 39 Spiele in der Bundesliga und erzielte dabei vier Tore.

## Laufbahn

### Oberliga West, 1959 bis 1963
Der 20-jährige Werner Rinaß begann seine Spielerlaufbahn in der Jugend der Spfr. Vierlinden. In der Saison 1958/59 spielte er bei den Spfr. Walsum. Er wechselte zur Runde 1959/60 von den Spfr. Walsum aus dem niederrheinischen Amateurfußball zum Aufsteiger in die Oberliga West, Hamborn 07. Am zehnten Spieltag, dem 8. November 1959, debütierte der junge Spieler beim 2:0-Heimsieg gegen den SC Viktoria Köln als Halblinker in der Oberligamannschaft von Hamborn 07. In seiner zweiten Saison, 1960/61, kam er mit 26 Spielen und 12 Toren – Rinaß war damit der Torschützenkönig der Sportfreunde – auf seine beste Bilanz. Mit seinen Mannschaftskameraden Horst Podlasly, Rolf Schafstall und Johann Sabath belegte er in dieser Runde den siebten Tabellenrang. Am letzten Spieltag der Oberliga-Ära, am 11. Mai 1963, absolvierte er bei der 0:4-Niederlage beim 1. FC Köln sein letztes Spiel für Hamborn. Von 1959 bis 1963 hatte er 88 Spiele mit 22 Toren in der Oberliga West bestritten.

### Bundesliga und Regionalliga, 1963 bis 1970
Zur Runde 1963/64 unterschrieb Rinaß einen Vertrag beim 1. FC Saarbrücken, der als Südwestvertreter zusammen mit dem 1. FC Kaiserslautern für die neue Fußball-Bundesliga nominiert worden war. Am ersten Spieltag der Liga, den 24. August 1963, stand der Ex-Hamborner in der Startelf der Saarländer beim Heimspiel gegen den 1. FC Köln. Die Kölner gewannen das Spiel mit 2:0 und feierten am Rundenende die erste Meisterschaft der Bundesliga. Trainer Helmut Schneider konnte den 1. FC Saarbrücken nicht in der Klasse halten, als 16. stiegen die Saarländer 1964 ab. Rinaß hatte 26 Spiele mit vier Toren absolviert.
In seiner zweiten Saison in Saarbrücken, 1964/65, war er mit 31 Spielen und 18 Toren am Meisterschaftsgewinn in der Regionalliga Südwest beteiligt. In der Aufstiegsrunde zur Bundesliga scheiterte Saarbrücken aber am FC Bayern München. Rinaß bekam ein Angebot von Eintracht Braunschweig und kehrte damit wieder in die Bundesliga zurück.
Im ersten Jahr in Braunschweig, 1965/66, nominierte Trainer Helmuth Johannsen in 13 Spielen den ausgezeichneten Techniker auf der Halbstürmerposition. Die Eintracht belegte den zehnten Rang. Als 1966/67 die Braunschweiger völlig überraschend den Deutschen Meistertitel erringen konnten, zog Johannsen mit zwölf Stammspielern diese Runde durch und Rinaß kam zu keinem weiteren Bundesligaeinsatz.
Von 1967 bis 1969 spielte Rinaß dann mit dem 1. FC Schweinfurt 05 in der Regionalliga Süd. Schweinfurt belegte mit Trainer Jenő Vincze zwar jeweils vordere Tabellenplätze – 1968: 5.; 1969: 6. – aber der Aufstieg in die Bundesliga konnte nicht realisiert werden. Rinaß bestritt 42 Spiele mit fünf Toren und wechselte im Sommer 1969 in den Westen zum Regionalliga-Aufsteiger DJK Gütersloh. Unter Trainer Günter Luttrop behauptete sich der Neuling auf dem 10. Tabellenrang in der Saison 1969/70 und Rinaß hatte für die DJK sieben Spiele bestritten. Sein letzter Einsatz in der Regionalliga datiert vom 30. November 1969, als er bei der 1:4-Niederlage bei seinem alten Verein Hamborn 07 im Einsatz war. Im Sommer 1970 kehrte der 31-jährige Werner Rinaß in das Amateurlager zurück. Er spielte noch für die Sportfreunde Walsum 09 und den STV Hünxe. In Hünxe war er später auch noch als Trainer tätig.